# Henrique Pizzolato
Henrique Pizzolato (Concórdia, 9 de setembro de 1952) é um executivo e sindicalista ítalo-brasileiro, ex-diretor do Banco do Brasil e ex-sindicalista com base eleitoral no Paraná. Foi filiado ao PT e disputou cargos eletivos pela legenda como vice-prefeito de Toledo e governador do Paraná, perdendo em ambas as eleições.  Pizzolato ganhou fama internacional por ter sido denunciado e condenado por corrupção passiva, peculato e lavagem de dinheiro no processo que ficou conhecido como Escândalo do Mensalão.

## Biografia
Henrique Pizzolato nasceu em Concórdia, Santa Catarina, na localidade de Engenho Velho em 9 de setembro de 1952, numa cidade cuja população é majoritariamente formada por descendentes de italianos.
Ele concorreu a cargos eletivos, como o de governador do Paraná em 1990 e de vice-prefeito do município paranaense de Toledo em 1996, sempre sem sucesso. Chegou a concorrer a vice-governador do Paraná em 1994, mas sem sucesso. Entretanto foi presidente do Sindicato dos Bancários em Toledo (Paraná) e da CUT no mesmo estado.
Foi alçado a diretor de Seguridade da Previ em 1998, eleito pelos funcionários do Banco do Brasil, tendo deixado o cargo em maio de 2002, para trabalhar na eleição do então candidato Luiz Inácio Lula da Silva, administrando os recursos da campanha juntamente com o tesoureiro Delúbio Soares. Após a eleição e posse de Lula em 2003, ocupou o cargo de diretor de marketing do Banco do Brasil.

## Mensalão
Em 2005, Henrique Pizzolato foi acusado de estar envolvido no escândalo do Mensalão, na qual teria autorizado transferência de R$ 73 milhões do Fundo Visanet (administrado pelo Banco do Brasil) para as agências de Marcos Valério. O caso levou Pizzolato a antecipar a aposentadoria e deixar o cargo do governo. Ele nega qualquer crime alegando que duas auditorias do Banco do Brasil não apontaram para os desvios de recursos, muito menos da ordem de R$ 74 milhões. Segundo os ministros da Corte, o desvio R$ 73 milhões feito pelo ex-diretor do Banco do Brasil foi confirmado.  No julgamento da Ação Penal 470, pelo Supremo Tribunal Federal (STF), em agosto de 2012, foi condenado, por corrupção passiva, peculato e lavagem de dinheiro.
Em 1 de outubro de 2012, encontrava-se aparentemente fora do país, tendo deixado o território brasileiro no mês de julho, de acordo com a Polícia Federal (PF). Voltou para o Brasil e votou nas eleições municipais na cidade do Rio de Janeiro.

### Fuga
Condenado pelo STF na Ação Penal nº 470, pelos crimes de peculato e lavagem de dinheiro, em 13 de novembro de 2013, teve sua prisão imediata determinada, depois do julgamento do último recurso, no dia 15 de novembro. Pizzolato deixa o Brasil e,  inicialmente, foi noticiado que teria fugido por terra, por Pedro Juan Caballero, Paraguai, onde seguiu de carro para Assunção (capital paraguaia), indo para Buenos Aires, capital da Argentina. Desta capital, viajou para algum país da Europa, com documento emitido pelo consulado italiano no Paraguai ou na Argentina, em substituição ao passaporte do país europeu, que foi entregue à Justiça brasileira. Ao chegar ao país europeu, ele foi para a Itália, para tentar novo julgamento em território italiano. No dia 17 de novembro, divulga-se a futura entrega de um relatório que apresentaria provas de que o dinheiro que deu origem à Ação Penal 470 originou-se em uma empresa privada e não de um ente público.
Ele tornou-se foragido da Justiça Brasileira e passou a ser procurado internacionalmente pela Polícia Federal do Brasil. No início da tarde do dia 18 de novembro (hora no Brasil), a Interpol (polícia internacional) incluiu o nome e a foto do Henrique Pizzolato na lista de procurados internacionais, chamada de difusão vermelha.
No dia 21 de novembro, o website Ucho, publicou que recebeu documento exclusivo que, ao contrário do que a maioria da imprensa divulgara, mostra que Pizzolato deixou o Brasil pelo Aeroporto Internacional de Guarulhos, em São Paulo, não pelo Paraguai e depois Argentina. No documento emitido a partir do Sistema de Tráfego Internacional (STI), do Departamento de Polícia Federal, supostamente autêntico, segundo aquele website, é possível ver o nome grafado de forma errada, Pizzolatoo (dupla letra "o"). A notícia repercutiu todo país, mas os veículos de comunicações (entre elas, a Rede Globo) que costumam citar jornais, revistas e sites noticiosos, não citaram o nome do website. Investigações posteriores da PF brasileira com a ajuda da Interpol descobriram que Pizzolato, para sair do país, utilizou um passaporte emitido na Itália em 5 de janeiro de 2010, falsificado com o nome de seu irmão Celso Pizzolato, morto em acidente automobilístico no Paraná em 1978, aos 24 anos. O passaporte foi obtido com documento de identidade falsificado em nome de Celso, que Henrique Pizzolato já possuía há vários anos.
Em carta, divulgada em novembro de 2013 pela imprensa, Pizzolato escreve:
"Por não vislumbrar a mínima chance de ter um julgamento afastado de motivações político eleitorais, com nítido caráter de exceção, decidi consciente e voluntariamente fazer valer meu legítimo direito de liberdade para ter um novo julgamento, na Itália, em um Tribunal que não se submete às imposições da mídia empresarial, como está consagrado no Tratado de extradição Brasil e Itália." Encerra agradecendo as pessoas empenhadas em sua defesa "...motivadas em garantir o estado democrático de direito que a mim foi sumariamente negado." Pelo fato de Pizzolato ter também cidadania italiana, a extradição é incerta. O tratado entre os dois países faculta, mas não obriga a extradição de seus cidadãos.

### Prisão
Em 5 de fevereiro de 2014, Pizzolato foi preso na cidade de Maranello (Itália) por porte de documento falso. Ele possuía ainda 15 mil euros e se escondia na casa de um sobrinho. A sua prisão foi motivo de comemoração para os demais presos por ordem do STF, pois a reabertura do processo em uma corte internacional poderia causar uma reviravolta nos rumos do processo no Brasil.
No dia 26 de fevereiro de 2014 o governo brasileiro enviou à embaixada do Brasil na Itália, em Roma, um pedido de extradição de Pizzolato, com a justificativa de que a sua condenação no processo do mensalão já havia transitado em julgado, em decisão do STF. Em 3 de março, o pedido formal de extradição, juntamente com o dossiê do processo, foram entregues pela embaixada brasileira ao Ministério das Relações Exteriores da Itália. Em resposta,  o Ministério Público italiano que atua no Tribunal de Apelação de Bolonha pediu que seja indicado o presídio onde Pizzolato poderá cumprir a pena para ser sabido se as instalações prisionais têm condições de garantir os ”direitos fundamentais da pessoa humana". O ministro do STF, Joaquim Barbosa, informou à Procuradoria Geral da República que Pizzolato ficaria preso no Presídio da Papuda, no Distrito Federal, se fosse extraditado
A Corte de Cassação Suprema de Roma rejeitou em 21 de maio de 2014, o segundo recurso da defesa de Pizzolato, que tentou tira-lo da penitenciária de Sant’Anna, em Módena, na Itália, para que ele aguarde em liberdade uma decisão sobre uma eventual extradição ao Brasil. Um novo julgamento de apelação realizado em 5 de junho de 2014 na Corte de Apelações de Bolonha adiou para 28 de outubro a decisão sobre a extradição ou não de Pizzolato.
No dia 28 de outubro de 2014, em julgamento do pedido feito pelo governo brasileiro, a Corte de Apelações de Bolonha negou a extradição de Pizzolato e determinou sua soltura, para que aguarde o processo em liberdade, tendo em vista as condições das prisões no Brasil, o estado de saúde do réu e sua nacionalidade italiana.  Entretanto, para a justiça brasileira, continuará a ser considerado foragido e poderá ser preso em qualquer país do mundo, menos na Itália. A Advocacia Geral da União apresentou em novembro, à Corte de Cassações de Roma, um recurso contra a decisão de negar o pedido de extradição e uma audiência foi marcada para 11 de fevereiro de 2015, No dia seguinte, a Corte de Cassação de Roma decidiu pela extradição. No dia 24 de abril de 2015, o Ministério da Justiça italiano autorizou a extradição, tendo o governo brasileiro um prazo legal de vinte dias (até 14 de maio), prorrogáveis por mais vinte (até 3 de junho), para retirar Pizzolato da Itália.
Um novo recurso da defesa de Pizzolato foi acatado pela Justiça italiana, que revogou no dia 12 de junho de 2015 a decisão da sua liberação. O recurso mais uma vez questionou as condições do presídio da Papuda, onde Pizzolato deveria ficar ao ser extraditado. No dia 24 de junho, o Conselho de Estado italiano suspendeu oficialmente a extradição até 22 de setembro de 2015 para que novos documentos sejam anexados ao processo e para fazer uma vistoria em dois presídios, o complexo penitenciário do Vale do Itajaí e na Penitenciária Regional de Curitibanos, em Santa Catarina. Pizzolato permanece preso na Penitenciária de Modena.
No início de outubro de 2015, depois de o governo brasileiro ter conseguido provar que os presídios em Brasília e Santa Catarina tinham condições de recebê-lo sem prejuízo à sua integridade física e moral, Pizzolato apresentou novo recurso, que foi rejeitado pela Corte Europeia de Direitos Humanos, sendo marcada para 7 de outubro a extradição. No entanto, no dia anterior à data marcada, o governo italiano adiou por mais quinze dias a extradição, alegando que seria para tratar de burocracia e detalhes técnicos, garantindo que a decisão da Corte seria mantida.

### Extradição
Cumprindo a decisão da Corte italiana, Pizzolato foi extraditado para o Brasil. O voo que o trouxe pousou no aeroporto de Guarulhos na manhã do dia 23 de outubro de 2015. Foi preparado um forte esquema de segurança no voo, tendo ocorrido alguns protestos de outros passageiros contra o extraditado. Em Guarulhos, Pizzolato embarcou em outro voo para Brasília, onde ficou preso no presídio da Papuda.

## Comparação com o caso Cesare Battisti
Houve, pelos meios de comunicação no Brasil e no exterior, uma inevitável comparação da fuga de Pizzolato para a Itália, com a fuga para o Brasil do italiano Cesare Battisti, condenado à prisão perpétua em seu país em 1993, por terrorismo e envolvimento em quatro assassinatos. Battisti obteve asilo político no Brasil em 2009, ratificado pelo STF em 2011.
O Ministério das Relações Exteriores da Itália, através de seu subsecretário Mário Giro, descartou qualquer comparação, afirmando que a Itália não é cúmplice de criminosos e que um eventual processo de extradição de Pizzolato não teria nenhuma relação com o caso Battisti.